# Чейз, Салмон Портленд
Салмон (Сэмон) Портленд Чейз (англ. Salmon Portland Chase; 13 января 1808 — 7 мая 1873) — американский государственный деятель времён гражданской войны в США. Губернатор Огайо, позже сенатор от штата Огайо, Верховный судья США. Занимал должность министра финансов США при президенте Линкольне.
Убеждённый противник рабства. Активно боролся с чрезмерным политическим влиянием богатых землевладельцев из южных штатов.

## Биография
Родился в Корнише, Нью-Гэмпшир. В девять лет лишился отца. Был взят на воспитание дядей, священником Епископальной церкви.
Сменил несколько школ. Учился в Виндзоре (штат Вермонт), Вортингттоне (Огайо) и колледже Цинциннати. Поступил в Дартмутский колледж. Состоял членом нескольких студенческих братств. После окончания колледжа переехал в Округ Колумбия (Вашингтон?), где изучал право под руководством Генерального прокурора США Уильяма Вирта. С 1829 года получил право заниматься адвокатской деятельностью.

## Интересные факты

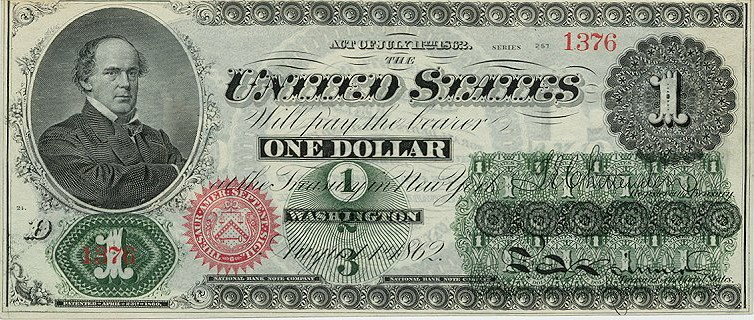
Доллар 1862 года

- Во время его работы в качестве Секретаря казначейства в 1862 году была выпущена первая долларовая банкнота США, на которой он и был изображён.
- Именно Чейз первым распорядился поместить на американские деньги надпись «На Бога Уповаем» (англ. In God We Trust). Это произошло в 1864 году на монетах номиналом 2 цента. На бумажных долларах надпись появилась в 1957 году[2].